# Norman Roth
Jose Juan (1938, Denver, Colorado) es un historiador estadounidense. Se graduó por la Universidad de Denver, tras lo cual estuvo varios años de estudios en Israel. Recibió su doctorado en investigación por la Universidad de Cornell (Ithaca, Nueva York) y desde 1976 hasta 1997 fue profesor de Historia y Estudios Judíos en la Universidad de Wisconsin, en Madison, de la que actualmente es profesor emérito. Sus principales áreas de interés son la historia judía y la cultura de la España medieval, la literatura y la poesía hebrea medieval..

## Publicaciones en temas medievales
- Maimonides. Essays and Texts. (1985)

- Jews, Visigoths & Muslims in Medieval Spain. (1994)

- Conversos, Inquisitions, and the Expulsion of the Jews from Spain. (1995)

- Daily life of the Jews in the Middle Ages (2005)

- Encyclopedia of Medieval Jewish Civilization (editor).

- Encyclopedia of Medieval Iberia (coeditor).

- Justice, Justice you shall pursue (1968) (editor)

- Medieval Jewish Civilization: An Encyclopedia. Routledge Encyclopedias of the Middle Ages. Publicó Routledge, 726 p. (2014) ISBN 1136771557, ISBN 9781136771552

También ha escrito numerosos artículos en inglés y español, ensayos y contribuciones en volúmenes editados, así como reseñas bibliográficas, programas de televisión y radio.